# San Fiorano
San Fiorano é um comune italiano da região da Lombardia, província de Lodi, com cerca de 1.635 habitantes. Estende-se por uma área de 8,9 km², tendo uma densidade populacional de 183,71 hab/km². Faz fronteira com Codogno, Maleo, Fombio, Santo Stefano Lodigiano.

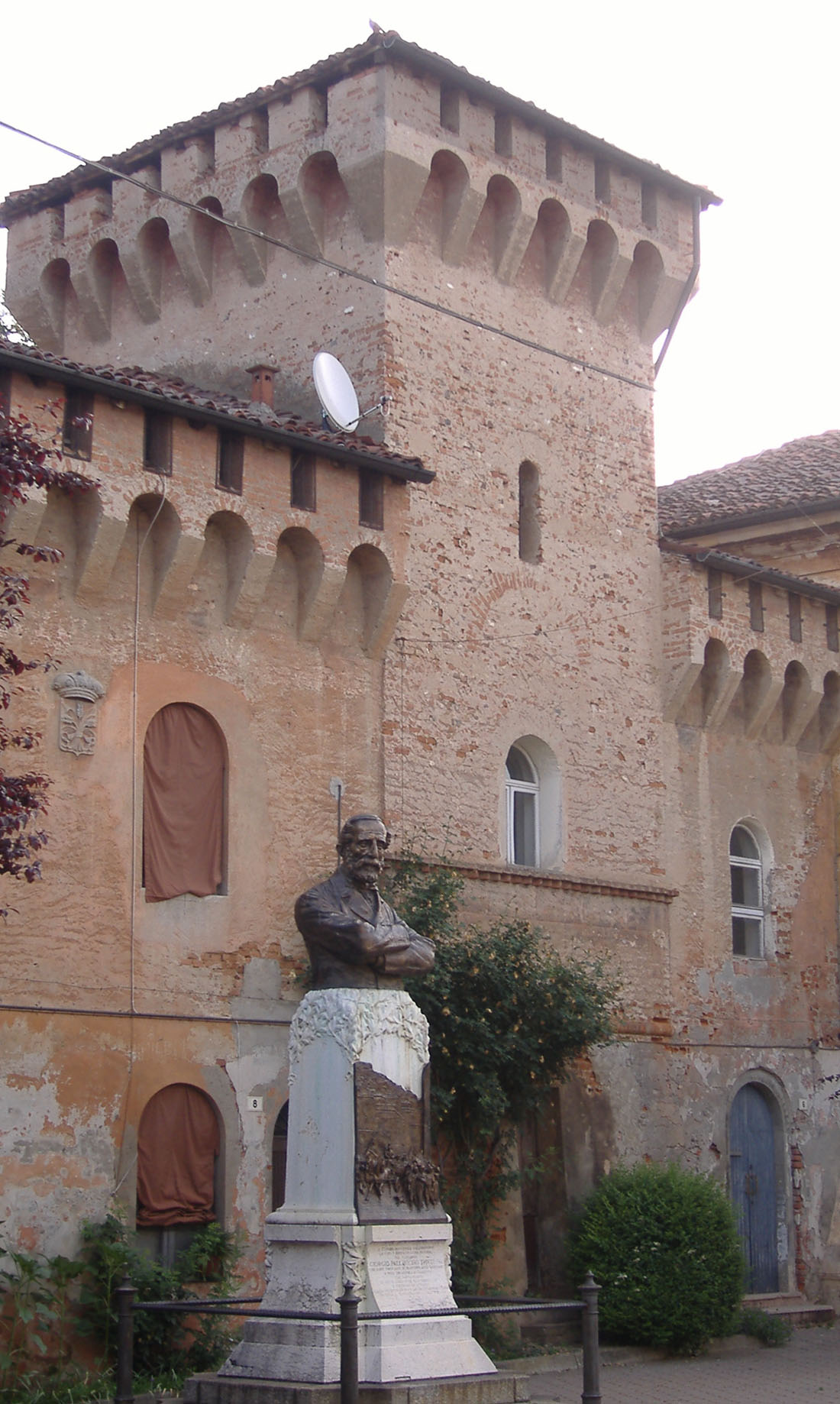
O castelo de San Fiorano.

## Demografia
| Variação demográfica do município entre 1861 e 2011                               |
|                                                                                   |
| Fonte: Istituto Nazionale di Statistica (ISTAT) - Elaboração gráfica da Wikipedia |